# 5051 Ральф
5051 Ральф (5051 Ralph) — астероїд головного поясу, відкритий 24 вересня 1984 року.
Тіссеранів параметр щодо Юпітера — 3,576.